# Holcocera sciaphilella
Holcocera sciaphilella é uma espécie de mariposa do gênero Holcocera pertencente à família Coleophoridae.